# Vojnotehnički institut Kopnene vojske
Vojnotehnički institut Jugoslovenske armije formiran je 1948. godine u kritičnom trenutku za opstanak nove države. Od osnivanja praktično se bavio razvojem sredstava za potrebe kopnene vojske. Čestim promenama organizovanja došlo se do varijante od sedam instituta, a zatim je od njih, 1973. godine, formiran jedan jedinstveni Vojnotehnički institut kopnene vojske (VTI KoV). Posle višedecenijskog postojanja, zbog izmenjenih uslova za rad, 1992. godine spojen je sa Vazduhoplovno-tehničkim institutom, pod nazivom Vojnotehnički institut Jugoslovenske vojske, koji danas nosi naziv Vojnotehnički institut u Beogradu.

## Formiranje Vojnotehničkog instituta
Vojnotehnički institut KoV-a predstavljao je okosnicu svih istraživanja i razvoja skoro kompletnog naoružanja i opreme. Od osnivanja daleke 1948. pa sve do 1992. ta institucija nije bila samo nosilac istraživanja i razvoja praktično kompletnog naoružanja, nego je značajno uticala na razvoj vojne industrije, izgradnju kapitalnih objekata u zemlji i ukupni tehničko-tehnološki razvoj zemlje. Kroz razvoj oko 1.500 sredstava naoružanja i vojne opreme, među kojima i onih najsloženijih, koja su bila vrlo poznata u svetu, baveći se u preko 100 stručnih područja i disciplina, po broju stručnjaka, kao i onih sa naučnim zvanjima magistra i doktora nauka, tada je bila najveća naučnoistrživačka ustanova u zemlji. Za ostvarena dostignuća dobio je 1978. godine Nagrada AVNOJ-a, kao posebno društveno priznanje za stvaralaštvo i rad od opšteg značaja za razvitak SFRJ u oblasti tehničkih nauka.
Postavlja se logično pitanje: ako za gotovo tri decenije nakon ukidanja javnost nije bila upoznata sa najvećom naučnoistraživačkom institucijom u SFRJ, da li je osnovni razlog njena veličina, to što bi za prikaz ukupnih dostignuća bila neophodna sedmotomna monografija, ili postoje i neki drugi bitni razlozi. O tome i o najbitnijim pokazateljima Instituta biće reči u ovom tekstu, u obimu koji pruža predviđeni format stranice Vikipedije.

### Razvoj organizacije instituta
Jugoslovenska armija je iz rata izašla kao snažna oružana sila, sa značajnim količinama raznovrsnog naoružanja, različitih tipova i modela, zaplenjenog od neprijatelja i dobijenog od tadašnjih saveznika neposredno pred kraj rata. U mirnodopskim uslovima nastali su značajni problemi oko rukovanja, održavanja i eksploatacije takvog raznoobraznog naoružanja, različitog kvaliteta i tehničkih mogućnosti. U situaciji kada se nije raspolagalo ni najneophodnijim stručnim kadrom za obavljanje tih poslova. To je bilo i logično ako se ima u vidu da je zemlja pre rata bila nerazvijena i da je u toku rata do temelja razorena. Pored ovih osnovnih teškoća, trebalo je u dužem periodu obezbediti odgovarajuće količine različitih tipova i kalibara municije i neophodni potrošni materijal. Tada donete odluke, da se u zemlji razvija i proizvodi naoružanje za potrebe Armije, u takvim kadrovskim i proizvodnim mogućnostima, imale su više politički nego praktični značaj.
Zato je bilo prirodno i jedino moguće u toj situaciji da se pri jedinicama i ustanovama u vojsci počne sa osnivanjem odgovarajućih tehničkih organizacija: tehničkih odeljenja, komisija, laboratorija, radionica i sličnih stručno-tehničkih organizacija, koje bi počele da rešavaju tekuće probleme.
U odsudnim događajima 1948. godine svi segmenti društva i privrede bili su angažovani za odbranu zemlje. U tim tragičnim trenucima i definitivno je doneta odluka da se u zemlji, za potrebe odbrane države, razvija i proizvodi naoružanje. U skladu sa tim opredeljenjima i situacijom u zemlji, načelnik Generalštaba general-pukovnik Koča Popović donosi 3. novembra 1948. godine, naredbu o formiranju Vojnotehničkog instituta. Odlukom se objedinjava malobrojni stručni kadar iz više organizacionih jedinica armije, usmerava i osposobljava za rad na problemima koji imaju prioritet i stva-raju se temelji za jednu savremenu instituciju. Za načelnika novoformiranog instituta postavljen je general-potpukovnik Božidar Kraut. 
Institutu je određeno široko područje rada: proučavanje našeg i stranog i razvoj novog naoružanja, poboljšanje postojećeg i sprovođenje unifikacije; izrada tehničke doku-mentacije za proizvodnju naoružanja i opreme i tehničku kontrolu tih proizvoda; učestvovanje u tipizaciji sredstava u privredi koja u uslovima rata koristi vojska; stvaranje i usavršavanje neophodnog stručnog kadra; davanje stručnih mišljenja iz svoje nadležnosti itd.
Osnovne organizacione jedinice novoformiranog Instituta bile su: pet odeljaka (naoružanja, mašinski, elektro, inžinjerijski i tehnološki), Vazduhoplovnotehnički institut i dva posebna odeljenja. Ako se ima u vidu podatak da je u trenutku formiranja Institut imao tridesetak stručnjaka, iz oblasti klasičnog naoružanja, koji su radili pre rata u vojnotehničkim zavodima, ili su posle rata uspeli da završe započete studije, tada nije teško zaključiti kakvi su bili problemi u početnoj fazi rada, čime je, objektivno, mogao tada i u narednom periodu da se bavi Institut.
Pored stalnih promena, krajem 1950. godine izdvaja se Vazduhoplovnotehnički institut i ulazi u sastav Komande ratnog vazduhoplovstva, a zatim se 1954. godine delatnost Instituta proširuje i na područje tenkova, samohodnih oruđa i raketnog naoružanja. Iste godine, od Uprave vojnotehničkog instituta formira se Uprava za vojnotehnička istraživanja i razvoj JNA, kojom je u periodu od 1960. do 1963. godine rukovodio general-pukovnik Vladimir Matetić. Zatim se posle tog perioda u sastav Ministarstva odbrane formira Uprava za razvoj i proizvodnju naoružanja, koja je godinama bila nadležna za vojne institute: VTI KoV, Vazduhoplovnotehnički institut, Mornarički institut i za Vojnu industriju (namensku proizvodnju) na celoj teritoriji SFRJ. Zatim su od postojećih odeljaka formirani instituti: Institut za naoružanje (kasnije Institut za primenjenu mehaniku), Mašinski institut (kasnije Institut za vozila), Tehnološki institut, Građevinsko-inžinjerijski institut i Odeljenje tehničke dokumentacije.
U sledećoj etapi karakterističnoj u razvoju tih ustanova (1955-1962), uslovi za rad i sredstva koja su se izdvajala za tu delatnost, bili su u funkciji ekonomske moći i stalnog napretka u privredi. Međutim, značajnije sistemske promene u društvu bitno su uticali na ranije usvojena opredeljenja u ovoj delatnosti. Za ovaj vremenski period bilo je karakteristično to da se počelo sa sistematskim opremanjem laboratorija u više stručnih i naučnih disciplina, kao i izgradnjom dva tehnikuma (mini pogona) za posebnu namenu.
Za efikasan rad na razvoju sve složenijih sistema naoružanja neophodni su: knjige, časopisi, posebne informacije, datoteke podataka, pa je radi stvaranja boljih uslova za rad, od Odeljenja tehničke dokumentacije, krajem 1962. godine, formiran Institut za naučnotehničku dokumentaciju i informacije (INTDI). Time je stvorena značajna podrška za dugoročan istraživački i razvojni rad, a sastav vojske je snabdevan nizom pogodnih publikacija.
Početkom 1967. godine od Instituta za primenjenu mehaniku, Instituta za vozila i Zavoda za izradu prototipova, formiran je Institut naoružanja.

### Nedostatak kadra
Na samom početku nije bilo odgovarajućeg kadra. Tehnički oficiri obavljali su rutinske poslove oko održavanje sredstava. Za problematiku klasičnog naoružanja postojao je odsek vojnog mašinstva na Mašinskom fakultetu u Beogradu, tako da su otuda dolazili kontinualno inženjeri početnici. Kako su civili u vojsci radili po Pravilniku  o građanskim livima na službi u JNA, gde su primanja bila nešto veća nego u građanstvu, primljen je veći broj inženjera ali su bili sa većim stažom u nekim drugim oblastima. Na samom početku morali su da se bave nepoznatom problematikom. Značajan broj oficira studirao je na fakultetima u zemlji, ali kada su stupali na dužnost bili su pretežno u višim činovima i postavljani su (zbog formacije) na rukovodeća radna mesta. Oni, po pravilu, nikada neće prihvatiti da se bave konkretnim stručnim poslovima. Ali je taj problem rešen tak kada je uvedeno nagrađivanje prema rezultatima rada. 
Za sve učesnike u razvoju i proizvodnji tih sredstava značili su veoma mnogo javni prikazi i odgovarajući publiciteti njihovog višegodišnjeg anonimnog rada. Javni prikazi značili su i verifikaciju svega stvorenog, moralnu satisfakciju za ogromni stvaralački rad. Bio je to i te kako važan podstrek. Međutim, to je imalo i određenog negativnog uticaja na dalji rad u tim institucijama. Pripremanjem tih sredstava za predstavljanje, nekada i izrada posebnih sredstava samo za te prilike, nije samo remetilo kontinuitet razvoja, nego je ponekad produžavalo završetak razvoja i za nekoliko godina. Takav je slučaj bio sa dva poznata i značajna sredstva, borbenim vozilom pešadije (BVP M80) i raketnim sistemom OGANJ. Zbog produženja rokova razvoja, korisnici tih sredstava i najodgovorrnije starešine u vojsci, koristili su u svakoj prilici to kao argument da bi dokazali da su instituti neefikasni i nedovoljno stručni. Kasnije tokom vremena saradnici Instituta objavili su nekoliko hiljada naučnih i stručnih radova i više od 120 knjiga, udžbenika i priručnika. Institut od svog osnivanja neprekidno izdaje časopis NAUČNO-TEHNIČKI PREGLED koji uživa ugled značajne naučno-stručne publikacije, koji je bez prekida izlazio svo vreme i koji je u razmeni dostavljan u inostranstvo.
U procesu istraživanja i razvoja sredstava ratne tehnike (SRT) Institut je sarađivao sa više od 180 proizvodnih organizacija (vojnih i civilnih) i 75 civilnih institucija (fakulteta, istraživačko-razvojnih organizacija i sl.). Institut je, takođe, dao značajan doprinos razvoju zemlje obavljajući specifične radove na velikim hidroenergetskim i industrijskim objektima, aerodromima i putevima (hidroelektrane Mratinje, Đerdap, Meta-lurški kombinat Zenica i Nikšić, Metalurškorudarski kombinat Bor, Luka Bar, aerodromi Titograd, Čilipi, Sombor, Brnik, mostovi preko Jablanice, Radike, Kolubare itd).
,
Problem adekvatnog nagrađivanja stručnjaka, koji se bave istraživanjem i razvojem naoružanja, nije rešavan celovito i trajno, nego u okviru personalne politike za ostale zaposlene u JNA. Početkom šezdesetih godina oficiri-inženjeri primali su poseban stručni dodatak koji je predstavljao značajan deo ukupne plate. Vremenom taj dodatak je postao tako mali i simboličan da je posle nekoliko godina konačno ukinut. Osnovno objašnjenje za ukidanje stručnog dodatka je bilo da i ostali oficiri imaju obrazovanje u rangu fakulteta i da nema osnove da se daje bilo kakva naknada. Bilo je određenih pokušaja da se parcijalno taj problem reši, ali ne kao sistemsko pitanje. Na kraju, pre raspada države, primenjivan je sistem da se od ukupnog obima sredstava za plate, odvoji određen procenat i da se tako formira fond za nagrade, koji se delio po posebnim kriterijumima, samo određenom broju istraživača, koji su se posebno istakli u realizaciji uspešno završenog zadatka.
Krajem osamdesetih godina godišnje je putem konkursa u Institut primano i više od sto mladih stručnjaka sa srednjom ocenom iznad osam. Bez ikakvih ograničenja oni su van redovnog radnog vremena pohađali poslediplomske studije na odgovarajućim fakultetima, a magistarske ili doktorske teze bile su iz stručne problematike na redovnim zadacima. Sve troškove oko školovanja i učenja stranih jezika snosio je Institut. Povoljni uslovi za rad doveli su do toga da je u Institutu konstantno bilo više od 200 istraživača u zvanju magistra i doktora nauka. Ako se ima u vidu da je u to vreme ta ustanova imala više od 1.800 zaposlenih, da je bila odobrena popuna za oko 400 novih istraživača, da se u bili izgrađeni objekti na lokaciji Žarkovo, tada se moglo zaključiti, da je ta ustanova bila na putu da za kratko vreme reši osnovna egzistencijalna pitanja.

### Početni rezultati rada
I pored toga što su neki rezultati iz tog perioda i šire poznati, bilo bi korektno da se prema toj malobrojnoj stručnoj ekipi objavi da je u periodu od nekoliko godina, na bazi domaćih materijala i u tadašnjim uslovima industrije, razvijeno i uvedeno u serijsku proizvodnju više sredstava ratne tehnike: brdski top (B1) koji je predstavljao jedno od najboljih rešenja u svetu, vojnička puška, minobacač većeg kalibra, ručni protivtenkovski bacač, puškomitraljez, protivpešadijske i protivtenkovske mine, niz sredstava veze, inžinjerijskog obezbeđenja, sanitetskog obezbeđenja, intendantske i druge opreme.
Oklopni transporter OT M60 razvijen je i uveden u naoružanje krajem pedesetih godina, a izvezen je u nekoliko prijateljskih zemalja. Po konceptu je u celini bio na nivou savremenih vozila u svetu, ali je imao bitan nedostatak, što je iz uvoza korišćen zastareli sistem za upravljanje (sa metalnim lamelama i kočnicama sa trakom) koji je bio nesiguran i u jednom trenutku doveo je u pitanje dalju proizvodnju vozila. U toj kritičnoj situaciji Institut je u kratkom periodu vremena razvio originalan planetarni sistem za upravljanje, a konstruktor je dobio visoku priznanje Nagrada 22. decembar. Urađeno je više studija i programa realizacije za razvoj novog transportera i modifikacije tenka. U jednom nepovoljnom političkom trenutku, doneta je odluka da se snimi kompletan tenk T55. Na tom obimnom i složenom poslu angažovan je veliki broj istraživača iz više instituta, tako da je u radnom i van redovnom vremenu posao završio za godinu dana. Kako se politička situacija poboljšala tenka vi su nabavljeni iz uvoza, a dokumentacija za kompletnu transmisiju korišćena je za izradu rezervnih delova za izvoz u SSSR. To je bio unosan višegodišnji posao za neke pogone vojne industrije. 

## Formiranje Vojnotehničkog instituta kopnene vojske
Iskustva iz desetogodišnjeg rada instituta kao samostalnih ustanova bila su takva da je to ukazivalo da postojeća organizacija ne omogućuje i najefikasniji rad. Radilo se o preklapanju područja delatnosti, značajnim gubicima vremena u administriranju između tih instituta, posebno kada se radi na velikim projektima, mogućnostima da se značajnije smanji broj neistraživačkog osoblja, potrebi da se istraživači koncentrišu na neka perspektivna područja itd. Međutim, svakako da su na odluku da se oformi jedinstven institut i toj delatnosti da nešto veći značaj, uticali neki događaji u svetu.
Od postojećih instituta (1972) formiran je novi Vojnotehnički institut KoV, a značajan deo stručnjaka prelazi u novoformirani Tehnički opitni centar (TOC). Tako oformljen Vojnotehnički institut imao je sledeće organizacione jedinice: Uprava instituta, Sektor za klasično naoružanje, Sektor za raketno naoružanje, Sektor za materijale i zaštitu, Sektor elektronike, Sektor za NH zaštitu, Sektor za inžinjerijske i zaštitne konstrukcije, Sektor za dokumentaciju i informacije, Odeljenje za opšte poslove, Odeljenje za ekonomsko-komercijalne poslove, Prototipska radionica i Računski centar. To je bio pravi trenutak da se na osnovu usvojenog srednjoročnog i dugoročnog plana i započetih nekih velikih projekata, detaljnijih analiza o perspektivi Instituta, postavi pogodnija organizacija, umesto što su bivši instituti, praktično, samo prevedeni u sektore. To, međutim, tada nije urađeno, a ni godinama nakon toga. Za direktora novoformiranog Instituta postavljen je general-major Borivoje Milenković, dipl. inž. (1973¬-1975), a nakon njegovog odlaska, na tu dužnost dolazi general-major mr Đura Vrbavac, dipl. inž. (1975-1980). Srećna je bila okolnost i u tome što su ti direktori nekada radili u Institutu, pa su bili upućeni u probleme te delatnosti.
Istovremeno sa otklanjanjem nedostataka u rada u prethodnoj organizaciji, kada su instituti bili samostalni, preduzeto je više novih mera i aktivnosti, koje su bile značajne za rad i perspektivu Instituta. Intenziviran je istraživački rad u više ključnih naučnih i stručnih oblasti i područja tehnike i tehnologije. Za takvo opredeljenje bilo je neophodno: uskladiti dotadašnje iskustvo u radu uz osposobljavanje istraživača početnika, savremeno opremljene laboratorije, novi i pogodniji uslovi smeštaja, nabavka savremene računarske opreme, korišćenje novog informacionog sistema i drugih neophodnih uslova. Kako je pored nedovoljnog prostora za smeštaj, veliki problem u radu Instituta bio i lociranje njegovih organizacionih jedinica u više delova grada, početkom osamdesetih godina usvojen je konačan projekt izgradnje te kuće. Na prostorima Žarkova i Kumodraža izgrađeni su novi savremeni objekti za smeštaj ljudstva i za laboratorije i planirana je dinamika dalje izgradnje. Time su stvoreni neophodni uslovi, kako za postojeći sastav, tako za one koji su došli i koji treba tek da dođu.
Posle dugih analiza i rasprava u najvišim državnim institucijama i natezanja između republika, krajem sedamdesetih godina doneta je značajna odluka da se u zemlji uvede tenkovski program. Odlukom o kupovini licence za tenk T72, naša zemlja se trajno opredelila za razvoj i proizvodnju tenkova. U procesu osvajanja tog tenka (uz naše značajne modifikacije i poboljšanja), trebalo je stvoriti kadrovsku bazu, proizvodne kapacitete i paralelno sa tim početi sa razvojem novog domaćeg tenka. U skladu sa obavezama Instituta u realizaciji ovoga projekta, formiran je Sektor za borbena i neborbena vozila. Značajnim prijemom novih istraživača, izgradnjom smeštajnog i laboratorijskog prostora i uspešnim radom, taj sektor je za nekoliko godina bio među vodećim u Institutu.
Brojne laboratorije su bile osnovna baza svih istraživanja i realizacije najznačajnijih SRT. Možda samo da se navede da je rad kompletnog Sektora za materijale i zaštitu počivao na brojnim laboratorijama, tako da se može reći da je bio jedna velika moderna laboratorija. Da je raketna problematika imala modernu laboratoriju, kao i proble-matika vozila i motora veoma veliku za ispitivanja agregata do 1000 kW. 
U planiranim terminima, bez kašnjenja, posle tri godine usvojen je u naoružanje domaći tenk M-84. Uvodeći značajna poboljšanja i nove podsisteme, krajem osamdesetih godina uveden je u naoružanje domaći tenk M-84A, koji se od originalnog razlikovao za 60%. Kroz izvoz i učešće u ratu u Zalivu, karakteristike toga tenka postale su poznate i van granica naše zemlje. Paralelno sa radom na tim tenkovima razvijan je potpuno novi tenk VIHOR. Raspad SFRJ zatekao je taj projekt u fazi montaže prototipa.
Posle osam godina rada usvojen je u naoružanje 1988. godine višecevni raketni sistem velikog dometa SVLR 262 mm M87 ORKAN, svakako i najznačajnije sredstvo iz raketne problematike.
Direktor Instituta u periodu 1980-1985. godine bio je general-major prof. Đorđije Jauković, dipl. inž. Njegovim odlaskom u penziju za direktora je postavljen (1985-1989) general-major prof. dr Aleksandar Radović, dipl. inž., do tada načelnik Sektora za materijale i zaštitu.
Da bi se obezbedio efikasniji rad u istraživanjima i razvoju složenih borbenih sistema, omogućilo bolje korišćenje kadrovskih i laboratorijskih potencijala i stvorili povoljniji uslovi za naučnoistraživački rad, povremeno je poboljšavana postojeća organizacija Instituta. Tako je 1987. godine Institut sveden na devet sektora: Sektor za klasično naoružanje, Sektor za raketno naoružanje, Sektor za borbena i neborbena vozila, Sektor za telekomunikacije, Sektor za materijale i zaštitu, Sektor za senzore, računare i elektroniku, Sektor za inžinjeriju i tehničko-medicinsku zaštitu, Sektor za nuklearnu zaštitu, Sektor za informatiku, Sektor za ekonomske poslove i pozadinsko obezbeđenje i tri samostalna odeljenja: za personalne i opšte poslove, za izradu prototipova i za nastavna sredstva. 
Direktor Instituta u periodu 1989-1992. godine bio je general-major prof. dr Milorad Dragojević, dipl. inž., načelnik Sektora za borbena i neborbena vozila i rukovodilac projekata više složenih borbenih sistema. Posle njegovog odlaska na dužnost pomoć-nika saveznog sekretara za Vojnoprivredni sektor, za direktora je postavljen pukovnik Slobodan Lazarević, dipl. inž., načelnik Sektora za raketno naoružanje i konstruktor poznatih raketnih sredstava naoružanja.

### Problemi prikazivanja ostvarenih rezultata
Ako se imaju u vidu iznete činjenice da je institut radio u oko sto stručnih i naučnih disciplina, s jedne strane, i da je imao oko 1800 zaposlenih, među kojima oko 200 stotine magistara i doktora nauka, s druge strane, logično je da je bilo vrlo teško na pogodan način prikazivati rezultate svih istraživača. Pri tome bi trebalo imati u vidu široko područje delovanja: studije, istraživanja procesa i tehnologija, realizacija manjih SRT ali koja imaju masovnu primenu u praksi, značajnih uređaja, podsistema i složenih sredstava. I posebno činjenicu da neke delatnosti, kao materijali i zaštita, čine osnov svake realizacije ali se na prvi pogled ne mogu videti. Zbog takvih okolnosti, pri formiranju monografija povodom značajnih jubileja, kao što su bili povodom 30, 35 i 40 godina od formiranja instituta, teško je bilo uskladiti predloge postojećih organizacija. Jer, obim monografija je bio ograničen. Postavlja se pitanje da li su u osnovi to bili razlozi da o Institutu ne postoji celovita monografije, makar bila napisana u 5-6 tomova (a napisana je samo jedna o razvoju naoružanja, VTI-u i nekim složenim SRT). Ili je nagli raspad države, ratno stanje, inflacija i borba za život, i na kraju bombardovanje učinili svoje. Možda trenutno rukovodeći kadar posle odlaska u penziju nije se bavio digitalizacijom i radom na kompjuterima, ili je delom bio razočaran zbog činjenice da su moderna borbene sredstva, razvijana za odbranu države od stranog neprijatelja, upotrebljena u nacionalnim oružanim sukobima.
Sve to, i još ponešto, uticalo je da ni posle tri decenije na Vikipediji ne postoji stranica o ovoj čuvenoj instituciji. 

### O nekim značajnijim projektima
Podaci o nekim projektima šire su poznati, pa se u ovoj prilici daju samo osnovni pokazatelji u funkciji ove stranice. Međutim, ovde se prikazuju podaci o razvoju motora veće snage, koji je omogućio perspektivu tenkovskog programa, izvoz kao osnovnog faktora racionalne proizvodnje i mogućnosti razvoja novog domaćeg tenka. Ukratko radi se o sledećem.
Prodavac licence je motor za tenk T72 koristio za više generacija tenkova i uz sva poboljšanja postigao 780 KS. Pri tome je motor maksimalno mehanički i termički opterećen. A nedovoljna snaga motora bile je i jedini značajniji nedostatak tog tenka. Stručnjaci Sektora za borbena vozila, uz angažovanje nekih stručnjaka u zemlji, uradili  su kompleksnu analizi i ispitivanje motora u laboratorijskim uslovima  i došli su do zaključka da se snaga motora može povećati, a da ostane na istom nivou mehaničkog i termičkog opterećenja, ako se umesto mehanički pogonjenog kompresora primene savremen optimalan sklop turbo-kompresora, uvede nova pumpa visokog pritiska i odgovarajući elementi. U rekordnom roku, od manje od dve godine, razvijen je motor od 1000 KS, i to bez uobičajene procedure: prototip, probna partija i nulta serija, i uveden je u serijsku proizvodnju tenka za izvoz. Postignut je spektakularan rezultat, koji je omogućio dugoročnu proizvodnju u to vreme najsavremenijeg tenka za domaće potrebe i izvoz. Na bazi tih rezultata razvijen je motor za novi tenk Vihor, snage od 1200 KS. Godinama su ti podaci držani zatvoreni za javnost zbog poslovnog odnosa prema prodavcu licence za taj tenk.

#### Savremeni domaći tenk M-84A
U procesu razvoja tenka obavljena su istraživanja u skoro svim područjima rada Instituta, pa je kao rezultat tih istraživanja uvedeno nekoliko stotina novih tehnologija i tehnoloških postupaka, razvijeni su novi pancirni čelici i nemetali za oklopnu zaštitu, razvijeno je oko četrdeset specijalnih čelika za jako opterećene delove, nemetalni materijali i postupci zaštite. Uvedeni su domaći podsistemi i komponente: sredstva veze, sve komponente za NBH zaštitu, optičke sprave i uređaji, nove gusenice, savremen sistem za upravljanje vatrom (SUV), više stotina manjih sklopova i elektronskih komponenata. U okviru posebnih istraživanja razvijen je motor od 735 kW (1.000 KS), umesto postojećeg od 573kW (780 KS), a izvršene su značajne izmene na podsistemima motora i transmisiji. Obavljenim izmenama tenk M-84A razlikuje se od tenka T72 za više od 60%. Po svim bitnim parametrima vatrene moći, oklopne zaštite i pokretljivosti taj tenk je, u to vreme, bio ispred svih savremenih tenkova u svetu. To je potvrđeno kroz uporedna ispitivanja sa najsavremenijim tenkovima u Kuvajtu i Pakistanu, i na osnovu činjenice da se posle ispitivanja Kuvajt odlučio za naš tenk. 

#### Borbeno vozilo pešadije M80A
Vozilo je, kako konceptom kao celinom, tako i rešenjima podsistema i naoružanja, u celini istraživačko-razvojno delo Instituta. 
Univerzalnom primenom formacijskog naoružanja za ciljeve na zemlji i u vazdušnom prostoru (topom kalibra 20 mm, spregnutim mitraljezom 7,62 mm, sa dva lansera PT raketa i ručnim bacačem RB M-57), savremenim rešenjem nišanskih i osmatračkih sprava (za dejstvo danju i noću), sredstvima veze i specijalnim uređajima (za NBH zaštitu, evakuaciju barutnih gasova, protivpožarnu zaštitu, za zagrevanje unutrašnjosti vozila, predgrevanje motora, zagrevanje pribora za osmatranje, izbacivanje prodrle vode itd.), BVP M80A, kao borbeno vozilo pešadije, omogućuje posadi borbu u klasičnom i nuklearnom ratu po različitim terenskim i vremenskim uslovima. Pored toga, vozilo pruža mogućnost vođenja borbe za šest članova posade ličnim naoružanjem, iz vozila.Projekat nagrađen Nagrada 22. decembar.

#### Višecevni samohodni raketni sistem M87 ORKAN
Razvoj potpuno automatizovanog višecevnog samohodnog raketnog sistema kalibra 262 mm, velikog dometa, započeo je 1980. godine, a usvojen je u naoružanje, 1988. godine. I pored činjenice da su u okviru dotadašnjeg razvoja postojala rešenja za više sličnih podsistema, ipak se ovde radilo o potpuno automatizovanom sistemu izuzetno velikog kalibra, za koji je trebalo rešiti niz tehničkih i tehnoloških problema. Sistem nosi posebno razvijena varijanta podvoska iz familije vozila 9t,8x8.

#### Novi materijali i tehnologije
Na osnovu višegodišnjeg istraživačkog rada razvijeni su domaći pancirni čelici, koji su korišćeni u proizvodnji OT M60, BVP M80A, tenka M-84A i ispitivanja municije, odgovarajuća tehnologija zavarivanja, kao i posebne tehnologije oblikovanja i sečenja pancira. Razvijeno je više desetina čelika za jako opterećene delove vozila, legure na bazi aluminijuma za opterećene delove, više legura obojenih metala, više posebnih čelika, legura i posebnog materijala za oružja, oruđa i municiju.
Osvojeno je i uvedeno u naoružanje 65 jednobaznih, više od 30 dvobaznih i četiri sferična baruta. Kroz posebna istraživanja dobijen je materijal za polusagorljivu čauru za kalibar 125 mm. Na osnovu sopstvenog razvoja dvobaznog raketnog goriva realizovano je oko 20 punjenja za raketne sisteme. U razvoju eksploziva i pripala postignuti su, takođe, značajni rezultati.

#### Samohodni višecevni lanser raketa OGANJ
Razvoj ovog oruđa, oznake SVLR-128 mm M77, realizovan je u periodu 1968-1977. godine. Serijski se proizvodi od 1980. godine. U razvoju sistema rešavano je više složenih tehničkih problema. Kalibrom od 128 mm, brojem od 32 cevi, dometom od 20,5 km, postignuta je velika vatrena moć za uništavanje žive sile, vatrenih sredstava, centara veze, aerodroma, saobraćajnica, pristaništa i drugih ciljeva raspoređenih po dubini neprijatelja. Oruđe ima automatizovan rad svih mehanizama, kako bi se smanjilo vre-me zauzimanja i napuštanja položaja, olakšalo i pojednostavilo upravljanje i povećala brzina i preciznost rada.

#### Municija
Polazeći od toga da se, sticajem okolnosti, u naoružanju Armije u dužem vremenskom periodu nalazilo različito naoružanje (po kalibrima, modelima i poreklu), morao je da se razvije značajan asortiman odgovarajuće municije. U saradnji sa proizvodnim organizacijama u zemlji, osvojeno je 58 vrsta bojeve, školske i manevarske municije kalib-ra 5,6 mm do 12,7 mm, više od 30 vrsta PA municije kalibra 20 mm do 57 mm, i preko 40 vrsta artiljerijske municije kalibra 76 mm do 155 mm. 
Poseban segment municije predstavljaju minsko-eksplozivna sredstva. Institut je razvio oko 20 vrsta protivpešadijskih i protivtenkovskih mina, više sredstava za otvaranje prolaza u minskim poljima, miniranje i rušenje i odgovarajući broj vežbovnih i školskih sredstava.

#### Top-haubica 152 mm NORA
Razvoj oruđa počeo je 1975. godine sa ciljem da se otklone glavni nedostaci haubice 155 mm M65 i top-haubice 152 mm D-20. Trebalo je da se domet klasičnim projektilom poveća na 24 km, da se razvije nova municija znatno većeg dometa, da se poveća brzina gađanja i da se može koristiti i municija oruđa D-20. Oruđe je usvojeno u naoružanje 1984. godine. Savremenim karakteristikama oruđa mase 6.730 kg, najvećim dometom 23.900 m, mase metka 66,50 kg, brzinom gađanja 5 metaka/min, brojem poslužilaca 9, spada u red najsavremenijih u toj kategoriji, pa se pored proizvodnje za potrebe Armije, izvozilo i u inostranstvo.

#### Ručni bacač raketa ZOLJA i OSA-2
U eksploataciji su pokazali kao vrlo efikasni. OSA-2 razvijena je u periodu 1978-1980. godine, namenjena je za neutralisanje i uništavanje oklopnih borbenih vozila, žive sile, vatrenih sredstava i utvrđenih objekata. Korišćenjem novih materijala i tehnologija postignute su savremene karakteristike sredstva: brisani domet 350 m, ukupna masa 10,7 kg, mase rakete 3,5 kg, proboj homogene pancirne ploče debljine 400 mm.
Ručni bacač ZOLJA namenjen je za iste ciljeve kao i OSA-2, ali se koristi kao individualno oruđe pešadije i koncepcijski je rešeno za jednokratnu upotrebu. Brisanog dometa 250 m, mogućnošću gađanja ciljeva do 400 m, probijanja homogene pancirne ploče 250 mm i mase bacača svega 3,1 kg, postalo je veoma popularno i masovno sredstvo pešadije.

#### Novi domaći tenk VIHOR
Konceptom novog tenka VIHOR predviđeno je bitno povećanje vatrene moći, oklopne zaštite i pokretljivosti, tako da je specifičnom snagom od 20 kW/t (27,2 KS/t), masom od 44 t, siluetom i potpuno novim podsistemima, bio je u to vreme, čitav korak ispred savremenih tenkova u svetu. Razvijen je motor od 880 kW (1200 KS), potpuno nov sistem za upravljanje vatrom (SUV), oklopno telo i kupola, hodni uređaj i više drugih podsistema. Taj tenk se od tenka M-84A razlikovao za 60%. Raspad SFRJ zatekao ga je u fazi montaže prototipa.

## Teškoće nastale raspadom SFRJ
S obzirom na činjenicu da instituti čine sastavni deo Vojske, da se Vojska morala transformisati, smanjiti i prilagoditi za odbranu dvostruko manje države, prirodno je da se sve to moralo odraziti, po ključnim elementima, i na institute. Da bi se ukupno smanjenje ljudstva instituta (a ono procentualno iznosi kao i za ostali sastav Vojske) što manje odrazilo na istraživačke i razvojne potencijale tih ustanova i da bi, naravno, sačuvali kreativni kadar i laboratorijske potencijale, naredbom načelnika Generalštaba 1992. godine, izvršena je integracija Vojnotehničkog instituta KoV i Vazduhoplovno-tehničkog instituta. Osnovni princip je bio da se objedine zajedničke službe, identične oblasti, da se racionalnije iskoristi laboratorijska oprema i smeštajni prostor (pošto se većim delom nalaze na istoj lokaciji), ali da se pri tome očuvaju (i ne ugroze) sve posebnosti jedne i druge kuće, koje proizlaze iz razlika osnovnih sistema naoružanja. Organizacija novog Vojnotehničkog instituta (koji su predložili stručnjaci oba instituta), omogućuje efikasan istraživačko-razvojni rad, kao i do tada, u svim zajedničkim oblastima, kojima su se bavili instituti. Pri tome je pružena znatno veća mogućnost za saradnju sa ustanovama i preduzećima van Vojske Jugoslavije.
Tada mnogi iz tih instituta nisu mogli da shvate da je nastupilo vreme kada prestaje mogućnost, zbog ograničenih finansijskih sredstava, privrednih teškoća koje će trajno opteretiti državu, da se razvijaju složeni sistemi naoružanja. I da nastaje borba za životnu egzistenciju u svim strukturama  društva. Vreme je pokazalo da se radilo o mudroj odluci.

## Literatura
- Program realizacije Tenka VIHOR, VTI, 1984.
- Monografije povodom 30, 35 i 40 godina od osnivanja instituta, VTI
- Istraživanje i razvoj motora za tenk M-84A, VTI, od 1984.
- Ispitivanje modelskog rešenja tenka VIHOR, VTI, od 1984.
- Program realizacije KAPELA, VTI, 1980.
- Program realizacije BVP M80, VTI, 1975. 1980.
- Referat direktora povodom 35 godina od postanka instituta, VTI od 1983
- Generali i admirali SRBIJE, 1981 - 2011.
- Milorad Dragojević, Tenkovi i borbena vozila pešadije, VIZ 1985.
- Milorad Dragojević, Borbena vozila, VIZ 1990.
- Milorad Dragojević, Razvoj našeg naoružanja, Zadužbina Andrejević,2003